# Paxilá Liquilwitz
Paxilá Liquilwitz är en ort i Mexiko.   Den ligger i kommunen Chilón och delstaten Chiapas, i den sydöstra delen av landet, 800 km öster om huvudstaden Mexico City. Paxilá Liquilwitz ligger 630 meter över havet och antalet invånare är 135.
Terrängen runt Paxilá Liquilwitz är huvudsakligen kuperad, men västerut är den bergig. Paxilá Liquilwitz ligger nere i en dal. Runt Paxilá Liquilwitz är det ganska glesbefolkat, med 43 invånare per kvadratkilometer. Närmaste större samhälle är Jol Hic'Batil, 3,4 km norr om Paxilá Liquilwitz. I omgivningarna runt Paxilá Liquilwitz växer i huvudsak städsegrön lövskog.